# 740 Boyz

## Biographie
740 Boyz est un duo musical créé en 1991 et composé de Winston Rosa et Dose Material, deux producteurs d'origine dominicaine. Le chiffre 740 fait référence à l'adresse de l'immeuble de Brooklyn où le producteur du groupe avait son bureau.
Winston Rosa a travaillé avec plusieurs chanteurs dont Shaggy, tandis que Dose Material a fait partie du groupe 2 in a Room.
Leur musique est un mélange de dance, de house et de hip-hop.
Leur premier titre, Shimmy shake, rencontre beaucoup de succès en France (2e fin 1995 au Top 50), tandis que les classements britannique, allemand et américain ne lui font pas un très bon accueil. Quelques mois plus tard, le titre Bump! Bump! sort à son tour et culmine à la 14e place en France.
En 2008, Greg Di Mano et Franck Dona sortent une nouvelle version de Shimmy Shake en featuring avec 740 Boyz.

## Discographie

### Singles
- Shimmy Shake (1995)
- Bump! Bump! (Booty Shake) (1996)
- Party Over Here (1996)
- Jingle Jangle (1996)
- Get Busy (1997)

### Album
- 740 Boyz (1996)